# روبرت ماك (لاعب هوكي الجليد)
روبرت ماك (بالألمانية: Robert Mack)‏ هو لاعب هوكي الجليد نمساوي، ولد في 1 يوليو 1959 في فولكيرماركت في النمسا.

## وصلات خارجية
- روبرت ماك على موقع EliteProspects.com (الإنجليزية)
- روبرت ماك على موقع اللجنة الأولمبية الدولية (الإنجليزية)
- روبرت ماك على موقع أوليمبيديا (الإنجليزية)